# Elecciones provinciales de Corrientes de 2009
Las elecciones generales de la provincia de Corrientes de 2009 se realizaron el 13 de septiembre de 2009. Como ninguno de los candidatos superó el 50% fue necesario realizar una segunda vuelta el 4 de octubre.

## Candidatos

### Encuentro por Corrientes
| |                                                                    |                                                                            |                                  |
| |                                                                    |                                                                            |                                  |
| |                                                                    |                                                                            |                                  |
| Ricardo Colombi | Ricardo Colombi                                                    | Pedro Braillard Poccard                                                    | Pedro Braillard Poccard          |
| para gobernador | para gobernador                                                    | para vicegobernador                                                        | para vicegobernador              |
| [[File:Ricardo Colombi.png\|180px\|alt={{{Alt\|{{{descripción}}}]] | [[File:Ricardo Colombi.png\|180px\|alt={{{Alt\|{{{descripción}}}]] | [[File:Pedro Braillard Poccard.png\|180px\|alt={{{Alt\|{{{descripción}}}]] |                                  |
| Senador Provincial (desde 2007) | Senador Provincial (desde 2007)                                    | Diputado Provincial (desde 2007)                                           | Diputado Provincial (desde 2007) |
| Partidos en la alianza: - Unión Cívica Radical - Proyecto Corrientes - Partido Autonomista de Corrientes - Partido Popular de Corrientes - Partido Federal - Afirmación para una República Igualitaria - Nueva Dirigencia - Partido Demócrata Progresista - Partido Socialista - Ñande Gente |                                                                    |                                                                            |                                  |

### Frente de Todos
| |                                                             |                                                                            |                       |
| |                                                             |                                                                            |                       |
| Arturo Colombi | Arturo Colombi                                              | Armando Eric Martínez                                                      | Armando Eric Martínez |
| para gobernador | para gobernador                                             | para vicegobernador                                                        | para vicegobernador   |
| [[File:AColombi.jpg\|180px\|alt={{{Alt\|{{{descripción}}}]] | [[File:AColombi.jpg\|180px\|alt={{{Alt\|{{{descripción}}}]] | [[File:Replace this image male.svg\|180px\|alt={{{Alt\|{{{descripción}}}]] |                       |
| Gobernador de Corrientes (desde 2005) |                                                             |                                                                            |                       |
| Partidos en la alianza: - Partido Liberal de Corrientes - Partido Nuevo - Partido de Todos - Movimiento de las Provincias Unidas - Acción por la República - Compromiso Correntino - Recrear para el Crecimiento - Partido Nacionalista Constitucional - UNIR - Movimiento de Integración y Desarrollo - Propuesta Republicana |                                                             |                                                                            |                       |

### Frente Correntinos por el Cambio
| |                                                                       |
| |                                                                       |
| Fabián Ríos | Tomás Rubén Pruyas                                                    |
| para gobernador | para vicegobernador                                                   |
| [[File:Roberto Fabián Ríos.jpg\|180px\|alt={{{Alt\|{{{descripción}}}]] | [[File:Tomás Rubén Pruyas.jpg\|180px\|alt={{{Alt\|{{{descripción}}}]] |
| Senador Nacional (desde 2003) | Vicegobernador de Corrientes (desde 2005)                             |
| Partidos en la alianza: - Partido Justicialista - Partido Demócrata Cristiano - Acción Popular - Partido de la Victoria - Unión del Centro Democrático - Movimiento Dignidad y Compromiso - Partido Intransigente - Frente para el Cambio - Partido Comunista - Partido Conservador Popular |                                                                       |

## Resultados

### Gobernador y vicegobernador
| Fórmula               | Fórmula                 | Partido/Alianza                        | Partido/Alianza                           | Partido/Alianza                        | 1.ª vuelta | 1.ª vuelta | 2.ª vuelta | 2.ª vuelta |
| Gobernador            | Vicegobernador          | Partido/Alianza                        | Partido/Alianza                           | Partido/Alianza                        | Votos      | %          | Votos      | %          |
| --------------------- | ----------------------- | -------------------------------------- | ----------------------------------------- | -------------------------------------- | ---------- | ---------- | ---------- | ---------- |
| Ricardo Colombi       | Pedro Braillard Poccard |                                        |                                           | Unión Cívica Radical                   | 74.936     | 16,46      |            |            |
| Ricardo Colombi       | Pedro Braillard Poccard |                                        | Encuentro por Corrientes                  | 21.649                                 | 4,75       |            |            |            |
| Ricardo Colombi       | Pedro Braillard Poccard |                                        | Proyecto Corrientes                       | 13.236                                 | 2,91       |            |            |            |
| Ricardo Colombi       | Pedro Braillard Poccard |                                        | Partido Autonomista de Corrientes         | 11.285                                 | 2,48       |            |            |            |
| Ricardo Colombi       | Pedro Braillard Poccard |                                        | Partido Popular de Corrientes             | 9.559                                  | 2,10       |            |            |            |
| Ricardo Colombi       | Pedro Braillard Poccard |                                        | Partido Federal                           | 7.727                                  | 1,70       |            |            |            |
| Ricardo Colombi       | Pedro Braillard Poccard |                                        | Afirmación para una República Igualitaria | 7.194                                  | 1,58       |            |            |            |
| Ricardo Colombi       | Pedro Braillard Poccard |                                        | Nueva Dirigencia                          | 6.214                                  | 1,36       |            |            |            |
| Ricardo Colombi       | Pedro Braillard Poccard |                                        | Partido Demócrata Progresista             | 6.032                                  | 1,32       |            |            |            |
| Ricardo Colombi       | Pedro Braillard Poccard |                                        | Partido Socialista                        | 4.554                                  | 1,00       |            |            |            |
| Ricardo Colombi       | Pedro Braillard Poccard |                                        | Ñande Gente                               | 2.969                                  | 0,65       |            |            |            |
| Ricardo Colombi       | Pedro Braillard Poccard | Total Encuentro por Corrientes         | Total Encuentro por Corrientes            | Total Encuentro por Corrientes         | 165.355    | 36,31      | 250.170    | 62,41      |
| Arturo Colombi        | Armando Eric Martínez   |                                        |                                           | Frente de Todos                        | 39.915     | 8,77       |            |            |
| Arturo Colombi        | Armando Eric Martínez   |                                        | Partido Liberal de Corrientes             | 25.591                                 | 5,62       |            |            |            |
| Arturo Colombi        | Armando Eric Martínez   |                                        | Partido Nuevo                             | 17.538                                 | 3,85       |            |            |            |
| Arturo Colombi        | Armando Eric Martínez   |                                        | Partido de Todos                          | 17.081                                 | 3,75       |            |            |            |
| Arturo Colombi        | Armando Eric Martínez   |                                        | Movimiento de las Provincias Unidas       | 8.054                                  | 1,77       |            |            |            |
| Arturo Colombi        | Armando Eric Martínez   |                                        | Acción por la República                   | 7.866                                  | 1,73       |            |            |            |
| Arturo Colombi        | Armando Eric Martínez   |                                        | Compromiso Correntino                     | 7.105                                  | 1,56       |            |            |            |
| Arturo Colombi        | Armando Eric Martínez   |                                        | Recrear para el Crecimiento               | 6.125                                  | 1,35       |            |            |            |
| Arturo Colombi        | Armando Eric Martínez   |                                        | Partido Nacionalista Constitucional UNIR  | 5.742                                  | 1,26       |            |            |            |
| Arturo Colombi        | Armando Eric Martínez   |                                        | Movimiento de Integración y Desarrollo    | 4.804                                  | 1,05       |            |            |            |
| Arturo Colombi        | Armando Eric Martínez   |                                        | Propuesta Republicana                     | 4.404                                  | 0,97       |            |            |            |
| Arturo Colombi        | Armando Eric Martínez   | Total Frente de Todos                  | Total Frente de Todos                     | Total Frente de Todos                  | 144.225    | 31,67      | 150.694    | 37,59      |
| Fabián Ríos           | Tomás Rubén Pruyas      |                                        |                                           | Partido Justicialista                  | 79.848     | 17,53      |            |            |
| Fabián Ríos           | Tomás Rubén Pruyas      |                                        | Frente Correntinos por el Cambio          | 17.993                                 | 3,95       |            |            |            |
| Fabián Ríos           | Tomás Rubén Pruyas      |                                        | Partido Demócrata Cristiano               | 8.512                                  | 1,87       |            |            |            |
| Fabián Ríos           | Tomás Rubén Pruyas      |                                        | Acción Popular                            | 6.066                                  | 1,33       |            |            |            |
| Fabián Ríos           | Tomás Rubén Pruyas      |                                        | Partido de la Victoria                    | 5.562                                  | 1,22       |            |            |            |
| Fabián Ríos           | Tomás Rubén Pruyas      |                                        | Unión del Centro Democrático              | 4.178                                  | 0,92       |            |            |            |
| Fabián Ríos           | Tomás Rubén Pruyas      |                                        | Movimiento Dignidad y Compromiso          | 3.963                                  | 0,87       |            |            |            |
| Fabián Ríos           | Tomás Rubén Pruyas      |                                        | Partido Intransigente                     | 3.834                                  | 0,84       |            |            |            |
| Fabián Ríos           | Tomás Rubén Pruyas      |                                        | Frente para el Cambio                     | 3.636                                  | 0,80       |            |            |            |
| Fabián Ríos           | Tomás Rubén Pruyas      |                                        | Partido Comunista                         | 3.463                                  | 0,76       |            |            |            |
| Fabián Ríos           | Tomás Rubén Pruyas      |                                        | Partido Conservador Popular               | 2.909                                  | 0,64       |            |            |            |
| Fabián Ríos           | Tomás Rubén Pruyas      | Total Frente Correntinos por el Cambio | Total Frente Correntinos por el Cambio    | Total Frente Correntinos por el Cambio | 139.964    | 30,74      |            |            |
| Diego Jesús Vigay     | Gavino Casco            |                                        | Movimiento Libres del Sur                 | Movimiento Libres del Sur              | 2.948      | 0,65       |            |            |
| Elpidio Monzón        | Liberato Simonelli      |                                        | Acción Transformadora                     | Acción Transformadora                  | 2.886      | 0,63       |            |            |
| Votos positivos       | Votos positivos         | Votos positivos                        | Votos positivos                           | Votos positivos                        | 455.378    | 97,95      | 400.864    | 94,87      |
| Votos en blanco       | Votos en blanco         | Votos en blanco                        | Votos en blanco                           | Votos en blanco                        | 3.922      | 0,84       | 4.154      | 0,98       |
| Votos nulos           | Votos nulos             | Votos nulos                            | Votos nulos                               | Votos nulos                            | 5.627      | 1,21       | 17.531     | 4,15       |
| Participación         | Participación           | Participación                          | Participación                             | Participación                          | 464.927    | 68,96      | 422.549    | 62,67      |
| Electores registrados | Electores registrados   | Electores registrados                  | Electores registrados                     | Electores registrados                  | 674.214    | 100        | 674.214    | 100        |
| Fuentes:              |                         |                                        |                                           |                                        |            |            |            |            |

### Cámara de Diputados
| ← 2007 · Cámara de Diputados · 2011 →  | ← 2007 · Cámara de Diputados · 2011 →     | ← 2007 · Cámara de Diputados · 2011 →  | ← 2007 · Cámara de Diputados · 2011 → | ← 2007 · Cámara de Diputados · 2011 → | ← 2007 · Cámara de Diputados · 2011 → |
| Partido/Alianza                        | Partido/Alianza                           | Partido/Alianza                        | Votos                                 | %                                     | Bancas                                |
| -------------------------------------- | ----------------------------------------- | -------------------------------------- | ------------------------------------- | ------------------------------------- | ------------------------------------- |
|                                        |                                           | Frente de Todos                        | 39.250                                | 8,90                                  |                                       |
|                                        | Partido Liberal de Corrientes             | 26.600                                 | 6,03                                  |                                       |                                       |
|                                        | Partido Nuevo                             | 18.411                                 | 4,17                                  |                                       |                                       |
|                                        | Partido de Todos                          | 15.646                                 | 3,55                                  |                                       |                                       |
|                                        | Movimiento de las Provincias Unidas       | 7.881                                  | 1,79                                  |                                       |                                       |
|                                        | Acción por la República                   | 7.748                                  | 1,76                                  |                                       |                                       |
|                                        | Compromiso Correntino                     | 6.878                                  | 1,56                                  |                                       |                                       |
|                                        | Recrear para el Crecimiento               | 5.777                                  | 1,31                                  |                                       |                                       |
|                                        | Partido Nacionalista Constitucional UNIR  | 5.583                                  | 1,27                                  |                                       |                                       |
|                                        | Movimiento de Integración y Desarrollo    | 4.661                                  | 1,06                                  |                                       |                                       |
|                                        | Propuesta Republicana                     | 4.257                                  | 0,97                                  |                                       |                                       |
| Total Frente de Todos                  | Total Frente de Todos                     | Total Frente de Todos                  | 142.692                               | 32,36                                 | 5/13                                  |
|                                        |                                           | Unión Cívica Radical                   | 68.154                                | 15,46                                 |                                       |
|                                        | Encuentro por Corrientes                  | 19.262                                 | 4,47                                  |                                       |                                       |
|                                        | Proyecto Corrientes                       | 11.930                                 | 2,71                                  |                                       |                                       |
|                                        | Partido Autonomista de Corrientes         | 11.614                                 | 2,63                                  |                                       |                                       |
|                                        | Partido Federal                           | 6.936                                  | 1,57                                  |                                       |                                       |
|                                        | Partido Demócrata Progresista             | 5.483                                  | 1,24                                  |                                       |                                       |
|                                        | Nueva Dirigencia                          | 5.448                                  | 1,24                                  |                                       |                                       |
|                                        | Partido Socialista                        | 4.091                                  | 0,93                                  |                                       |                                       |
| Total Encuentro por Corrientes         | Total Encuentro por Corrientes            | Total Encuentro por Corrientes         | 132.918                               | 30,14                                 | 4/13                                  |
|                                        |                                           | Partido Justicialista                  | 76.986                                | 17,46                                 |                                       |
|                                        | Frente Correntinos por el Cambio          | 14.928                                 | 3,39                                  |                                       |                                       |
|                                        | Partido Demócrata Cristiano               | 8.082                                  | 1,83                                  |                                       |                                       |
|                                        | Acción Popular                            | 5.859                                  | 1,33                                  |                                       |                                       |
|                                        | Partido de la Victoria                    | 5.252                                  | 1,19                                  |                                       |                                       |
|                                        | Unión del Centro Democrático              | 3.922                                  | 0,89                                  |                                       |                                       |
|                                        | Partido Intransigente                     | 3.494                                  | 0,79                                  |                                       |                                       |
|                                        | Frente para el Cambio                     | 3.374                                  | 0,77                                  |                                       |                                       |
| Total Frente Correntinos por el Cambio | Total Frente Correntinos por el Cambio    | Total Frente Correntinos por el Cambio | 121.897                               | 27,64                                 | 4/13                                  |
|                                        |                                           | Partido Popular de Corrientes          | 8.287                                 | 1,88                                  |                                       |
|                                        | Afirmación para una República Igualitaria | 6.439                                  | 1,46                                  |                                       |                                       |
|                                        | Coalición Popular                         | 69                                     | 0,02                                  |                                       |                                       |
| Total Coalición Popular                | Total Coalición Popular                   | Total Coalición Popular                | 14.795                                | 3,36                                  |                                       |
|                                        |                                           | Movimiento Dignidad y Compromiso       | 3.742                                 | 0,85                                  |                                       |
|                                        | Partido Conservador Popular               | 2.664                                  | 0,60                                  |                                       |                                       |
|                                        | Frente Vamos con el Pueblo                | 2.071                                  | 0,47                                  |                                       |                                       |
| Total Frente Vamos con el Pueblo       | Total Frente Vamos con el Pueblo          | Total Frente Vamos con el Pueblo       | 8.477                                 | 1,92                                  |                                       |
|                                        | Movimiento Vecinal Correntino             | Movimiento Vecinal Correntino          | 7.645                                 | 1,73                                  |                                       |
|                                        | Partido Comunista                         | Partido Comunista                      | 3.382                                 | 0,77                                  |                                       |
|                                        | Movimiento Libres del Sur                 | Movimiento Libres del Sur              | 2.787                                 | 0,63                                  |                                       |
|                                        | Acción Transformadora                     | Acción Transformadora                  | 2.600                                 | 0,59                                  |                                       |
|                                        | Ñande Gente                               | Ñande Gente                            | 2.592                                 | 0,59                                  |                                       |
|                                        |                                           | Coalición Correntina                   | 847                                   | 0,19                                  |                                       |
|                                        | Encuentro Cívico por Igualdad y Justicia  | 320                                    | 0,07                                  |                                       |                                       |
|                                        | Forja Cristiana de Solidaridad            | 31                                     | 0,01                                  |                                       |                                       |
| Total Coalición Correntina             | Total Coalición Correntina                | Total Coalición Correntina             | 1.198                                 | 0,27                                  |                                       |
| Votos positivos                        | Votos positivos                           | Votos positivos                        | 440.983                               | 97,88                                 |                                       |
| Votos en blanco                        | Votos en blanco                           | Votos en blanco                        | 4.848                                 | 1,08                                  |                                       |
| Votos nulos                            | Votos nulos                               | Votos nulos                            | 4.713                                 | 1,05                                  |                                       |
| Participación                          | Participación                             | Participación                          | 450.544                               | 66,87                                 |                                       |
| Electores registrados                  | Electores registrados                     | Electores registrados                  | 674.214                               | 100                                   |                                       |
| Fuente:                                |                                           |                                        |                                       |                                       |                                       |

### Cámara de Senadores
| ← 2007 · Cámara de Senadores · 2011 →  | ← 2007 · Cámara de Senadores · 2011 →     | ← 2007 · Cámara de Senadores · 2011 →  | ← 2007 · Cámara de Senadores · 2011 → | ← 2007 · Cámara de Senadores · 2011 → | ← 2007 · Cámara de Senadores · 2011 → |
| Partido/Alianza                        | Partido/Alianza                           | Partido/Alianza                        | Votos                                 | %                                     | Bancas                                |
| -------------------------------------- | ----------------------------------------- | -------------------------------------- | ------------------------------------- | ------------------------------------- | ------------------------------------- |
|                                        |                                           | Frente de Todos                        | 39.277                                | 8,95                                  |                                       |
|                                        | Partido Liberal de Corrientes             | 27.170                                 | 6,69                                  |                                       |                                       |
|                                        | Partido Nuevo                             | 18.674                                 | 4,26                                  |                                       |                                       |
|                                        | Partido de Todos                          | 15.407                                 | 3,51                                  |                                       |                                       |
|                                        | Movimiento de las Provincias Unidas       | 7.893                                  | 1,80                                  |                                       |                                       |
|                                        | Acción por la República                   | 7.725                                  | 1,76                                  |                                       |                                       |
|                                        | Recrear para el Crecimiento               | 5.773                                  | 1,32                                  |                                       |                                       |
|                                        | Partido Nacionalista Constitucional UNIR  | 5.517                                  | 1,26                                  |                                       |                                       |
|                                        | Movimiento de Integración y Desarrollo    | 4.663                                  | 1,06                                  |                                       |                                       |
|                                        | Propuesta Republicana                     | 4.283                                  | 0,98                                  |                                       |                                       |
| Total Frente de Todos                  | Total Frente de Todos                     | Total Frente de Todos                  | 136.382                               | 31,08                                 | 2/4                                   |
|                                        |                                           | Unión Cívica Radical                   | 66.984                                | 15,27                                 |                                       |
|                                        | Encuentro por Corrientes                  | 18.707                                 | 4,26                                  |                                       |                                       |
|                                        | Partido Autonomista de Corrientes         | 12.100                                 | 2,76                                  |                                       |                                       |
|                                        | Proyecto Corrientes                       | 11.818                                 | 2,69                                  |                                       |                                       |
|                                        | Partido Federal                           | 6.729                                  | 1,53                                  |                                       |                                       |
|                                        | Partido Demócrata Progresista             | 5.358                                  | 1,22                                  |                                       |                                       |
|                                        | Nueva Dirigencia                          | 5.181                                  | 1,18                                  |                                       |                                       |
|                                        | Partido Socialista                        | 3.970                                  | 0,90                                  |                                       |                                       |
| Total Encuentro por Corrientes         | Total Encuentro por Corrientes            | Total Encuentro por Corrientes         | 130.847                               | 29,82                                 | 1/4                                   |
|                                        |                                           | Partido Justicialista                  | 76.442                                | 17,42                                 |                                       |
|                                        | Frente Correntinos por el Cambio          | 14.817                                 | 3,38                                  |                                       |                                       |
|                                        | Partido Demócrata Cristiano               | 8.369                                  | 1,91                                  |                                       |                                       |
|                                        | Acción Popular                            | 5.838                                  | 1,33                                  |                                       |                                       |
|                                        | Partido de la Victoria                    | 5.098                                  | 1,16                                  |                                       |                                       |
|                                        | Unión del Centro Democrático              | 3.894                                  | 0,89                                  |                                       |                                       |
|                                        | Partido Intransigente                     | 3.483                                  | 0,79                                  |                                       |                                       |
|                                        | Frente para el Cambio                     | 3.321                                  | 0,76                                  |                                       |                                       |
| Total Frente Correntinos por el Cambio | Total Frente Correntinos por el Cambio    | Total Frente Correntinos por el Cambio | 121.262                               | 27,64                                 | 1/4                                   |
|                                        |                                           | Partido Popular de Corrientes          | 8.203                                 | 1,87                                  |                                       |
|                                        | Afirmación para una República Igualitaria | 6.276                                  | 1,43                                  |                                       |                                       |
|                                        | Coalición Popular                         | 67                                     | 0,02                                  |                                       |                                       |
| Total Coalición Popular                | Total Coalición Popular                   | Total Coalición Popular                | 14.546                                | 3,32                                  |                                       |
|                                        |                                           | Movimiento Dignidad y Compromiso       | 4.004                                 | 0,91                                  |                                       |
|                                        | Partido Conservador Popular               | 2.631                                  | 0,60                                  |                                       |                                       |
|                                        | Frente Vamos con el Pueblo                | 2.026                                  | 0,46                                  |                                       |                                       |
| Total Frente Vamos con el Pueblo       | Total Frente Vamos con el Pueblo          | Total Frente Vamos con el Pueblo       | 8.661                                 | 1,97                                  |                                       |
|                                        | Movimiento Vecinal Correntino             | Movimiento Vecinal Correntino          | 7.305                                 | 1,66                                  |                                       |
|                                        | Compromiso Correntino                     | Compromiso Correntino                  | 7.075                                 | 1,61                                  |                                       |
|                                        | Partido Comunista                         | Partido Comunista                      | 3.459                                 | 0,79                                  |                                       |
|                                        | Movimiento Libres del Sur                 | Movimiento Libres del Sur              | 2.880                                 | 0,66                                  |                                       |
|                                        | Acción Transformadora                     | Acción Transformadora                  | 2.634                                 | 0,60                                  |                                       |
|                                        | Ñande Gente                               | Ñande Gente                            | 2.475                                 | 0,56                                  |                                       |
|                                        |                                           | Coalición Correntina                   | 894                                   | 0,20                                  |                                       |
|                                        | Encuentro Cívico por Igualdad y Justicia  | 327                                    | 0,07                                  |                                       |                                       |
|                                        | Forja Cristiana de Solidaridad            | 31                                     | 0,01                                  |                                       |                                       |
| Total Coalición Correntina             | Total Coalición Correntina                | Total Coalición Correntina             | 1.252                                 | 0,29                                  |                                       |
| Votos positivos                        | Votos positivos                           | Votos positivos                        | 438.778                               | 97,84                                 |                                       |
| Votos en blanco                        | Votos en blanco                           | Votos en blanco                        | 5.044                                 | 1,12                                  |                                       |
| Votos nulos                            | Votos nulos                               | Votos nulos                            | 4.626                                 | 1,03                                  |                                       |
| Participación                          | Participación                             | Participación                          | 448.448                               | 66,51                                 |                                       |
| Electores registrados                  | Electores registrados                     | Electores registrados                  | 674.214                               | 100                                   |                                       |
| Fuente:                                |                                           |                                        |                                       |                                       |                                       |

## Elecciones municipales
| Departamento        | Municipio                | Intendente electo              | Partido | Partido                 | Coalición | Coalición                                           |
| ------------------- | ------------------------ | ------------------------------ | ------- | ----------------------- | --------- | --------------------------------------------------- |
| Capital             | Capital                  | Carlos Mauricio Espínola       |         | Partido Justicialista   |           | Frente Correntinos por el Cambio                    |
| Capital             | Riachuelo                | Martín Jetter                  |         | Acción por la República |           | Todos por Riachuelo                                 |
| Bella Vista         | Bella Vista              | Nancy Sand                     |         | Partido Justicialista   |           | Todos por el Cambio                                 |
| Berón de Astrada    | Berón de Astrada         | Isaac Ramón Ramírez            |         | Partido Nuevo           |           | Frente Panu por Berón de Astrada                    |
| Concepción          | Concepción               | Gustavo Marcial Aguirre        |         | Unión Cívica Radical    |           | Nuevo Encuentro para Todos                          |
| Concepción          | Tabay                    | Ramón Domingo Aguirre          |         | Partido Justicialista   |           | Frente por el Cambio                                |
| Concepción          | Tatacuá                  | Rosa Ana Cortegoso             |         | Partido Nuevo           |           | Seguir Creciendo Juntos                             |
| Concepción          | Santa Rosa               | Juan José Encinas R            |         | Partido Justicialista   |           | Frente Correntinos por el Cambio                    |
| Curuzú Cuatiá       | Curuzú Cuatiá            | Alicia B. Locatelli de Rubín R |         | Partido Justicialista   |           | Unidos por Curuzú                                   |
| Curuzú Cuatiá       | Perugorría               | Juan Ramón Castellanos         |         | Partido Liberal         |           | Pacto Grande                                        |
| Empedrado           | Empedrado                | José Antonio Cheme R           |         | Acción por la República |           | Juntos por Empedrado                                |
| Esquina             | Esquina                  | Humberto Bianchi               |         | Unión Cívica Radical    |           | Encuentro para el Cambio y la Participación         |
| Esquina             | Pueblo Libertador        | Raúl Antonio Cañete R          |         | Partido Nuevo           |           | Frente Unidos por Libertador                        |
| General Alvear      | Alvear                   | Miguel Ángel Salvarredy R      |         | Partido Liberal         |           | Frente de Todos por Alvear                          |
| General Alvear      | Estación Torrent         | Carlos Roberto Gómez           |         | Partido Autonomista     |           | Unidos por Torrent                                  |
| General Paz         | Caá Catí                 | Ricardo Torres R               |         | Partido Autonomista     |           | Encuentro por Corrientes                            |
| General Paz         | Lomas de Vallejos        | Gustavo Benito Vallejos        |         | Partido Nuevo           |           | Frente de Todos por Lomas de Vallejos               |
| General Paz         | Palmar Grande            | Sandro Jabier Pérez            |         | Partido Liberal         |           | Frente Cívico Palmareño                             |
| General Paz         | Itá Ibaté                | Secundino Manuel Portela       |         | Partido Nuevo           |           | Ita Ibateña por el Cambio                           |
| Goya                | Goya                     | Ignacio Osella R               |         | Unión Cívica Radical    |           | Unidos por Goya                                     |
| Goya                | Carolina                 | Marcelo Daniel Nocetti         |         | Partido Liberal         |           | Frente de Todos por Carolina                        |
| Itatí               | Itatí                    | César Eliece Torres R          |         | Partido Nuevo           |           | Juntos por Itatí                                    |
| Itatí               | Ramada Paso              | Salvador Arturo Puyol          |         | Partido de Todos        |           | Frente de Todos por Ramada Paso                     |
| Ituzaingó           | Ituzaingó                | Manuel Valdés R                |         | Frente de Todos         |           | Frente de Todos                                     |
| Ituzaingó           | San Antonio-Apipé Grande | Mónica Soledad Romero          |         | Partido de Todos        |           | Frente de Todos                                     |
| Ituzaingó           | San Carlos               | Jacinto Benítez                |         | Frente de Todos         |           | Frente de Todos                                     |
| Ituzaingó           | Colonia Liebig           | Teresa del Carmen Arévalo      |         | Partido Nuevo           |           | Frente Vecinal                                      |
| Ituzaingó           | Villa Olivari            | Alberto Antonio Yavorsky       |         | Partido Justicialista   |           | Frente Correntinos por el Cambio                    |
| Lavalle             | Santa Lucía              | Mario Cordero Holtz R          |         | Unión Cívica Radical    |           | Encuentro por Corrientes                            |
| Lavalle             | Lavalle                  | Hugo Ramón Perrota R           |         | Frente de Todos         |           | Frente de Todos                                     |
| Lavalle             | Cruz de los Milagros     | José Oscar Vergés              |         | Partido Nuevo           |           | Juntos por el Progreso                              |
| Lavalle             | Gobernador Martínez      | Carlos "Poroto" Alberto Zini   |         | Unión Cívica Radical    |           | Encuentro por Corrientes                            |
| Lavalle             | Yatay Tí Calle           | Elpidio Ismael Cardozo R       |         | Unión Cívica Radical    |           | Encuentro por Corrientes                            |
| Mburucuyá           | Mburucuyá                | Cristian Guastavino            |         | Frente de Todos         |           | Frente de Todos                                     |
| Mercedes            | Mercedes                 | Jorge Molina R                 |         | Unión Cívica Radical    |           | Encuentro por Corrientes                            |
| Mercedes            | Mariano I. Loza          | Alejandro Parodi R             |         | Partido Liberal         |           | Frente de Todos                                     |
| Mercedes            | Felipe Yofre             | Carlos Omar Pertile            |         | Partido de Todos        |           | Frente Yofreño                                      |
| Monte Caseros       | Monte Caseros            | Eduardo Galantini              |         | Partido Justicialista   |           | Frente Casareños por el Cambio                      |
| Monte Caseros       | Colonia Libertad         | Faustino José Roballo          |         | Unión Cívica Radical    |           | Para el Cambio                                      |
| Monte Caseros       | Juan Pujol               | Sergio René Dalzotto R         |         | Unión Cívica Radical    |           | Encuentro por Corrientes                            |
| Monte Caseros       | Mocoretá                 | Henry Jorge Fick R             |         | Unión Cívica Radical    |           | Encuentro por Corrientes                            |
| Paso de los Libres  | Paso de los Libres       | Eduardo Alejandro Vischi R     |         | Unión Cívica Radical    |           | Encuentro por Libres                                |
| Paso de los Libres  | Tapebicuá                | Hermes Javier Méndez Riveiro   |         | Partido Justicialista   |           | Juntos por Tapebicuá                                |
| Paso de los Libres  | Parada Pucheta           | María Cloricea Brambilla R     |         | Frente de Todos         |           | Frente de Todos                                     |
| Paso de los Libres  | Bonpland                 | Osvaldo Roberto Pérez R        |         | Partido Justicialista   |           | Frente Correntinos por el Cambio                    |
| Saladas             | Saladas                  | Daniel Alterats R              |         | Partido Justicialista   |           | Juntos por Saladas                                  |
| Saladas             | San Lorenzo              | Juan "Jacinto" José Acevedo R  |         | Unión Cívica Radical    |           | Encuentro por Corrientes                            |
| San Cosme           | San Cosme                | Nélida Argentina Maciel        |         | Partido Liberal         |           | Todos por San Cosme                                 |
| San Cosme           | Santa Ana                | Ana María Escalante R          |         | Frente de Todos         |           | Frente de Todos                                     |
| San Cosme           | Paso de la Patria        | Oscar Armando García           |         | Partido Nuevo           |           | Reencuentro del Paso                                |
| San Luis del Palmar | San Luis del Palmar      | Vicente Ramón Romero R         |         | Partido Liberal         |           | Frente de Todos Sanluiseño                          |
| San Luis del Palmar | Herlitzka                | Rafael Antonio Yáñez Calderón  |         | Partido Nuevo           |           | Frente de Todos                                     |
| San Miguel          | San Miguel               | José María de Jesús R          |         | Partido Autonomista     |           | Pacto Autonomista Liberal - Alianza P. Popular Panu |
| San Miguel          | Loreto                   | Anastacio Sebastián Torales    |         | Partido Nuevo           |           | Encuentro por Loreto                                |
| San Martín          | La Cruz                  | Mateo Maydana R                |         | Frente de Todos         |           | Frente de Todos                                     |
| San Martín          | Carlos Pellegrini        | Juan de la Cruz Fraga R        |         | Partido Liberal         |           | Juntos por Pellegrini                               |
| San Martín          | Yapeyú                   | Gustavo Adán Gaya R            |         | Partido de Todos        |           | Frente de Todos                                     |
| San Martín          | Guaviraví                | Raúl Víctor Cornaló R          |         | Partido Autonomista     |           | Encuentro por Guaviraví                             |
| San Roque           | San Roque                | Orlando Raúl Pelozo R          |         | Partido Liberal         |           | Frente por San Roque                                |
| San Roque           | Pedro R. Fernández       | César Víctor "Tatin" Acevedo R |         | Partido Justicialista   |           | Frente Unidos por Mantilla                          |
| San Roque           | 9 de Julio               | Víctor Hugo Insaurralde        |         | Partido de Todos        |           | Frente de Todos por 9 de Julio                      |
| San Roque           | Chavarría                | Atilio Oscar Romero R          |         | Partido Autonomista     |           | Pacto por Chavarria                                 |
| Santo Tomé          | Santo Tomé               | Víctor "Negro" Daniel Giraud   |         | Partido Justicialista   |           | Frente Unidos por Santo Tomé                        |
| Santo Tomé          | José Rafael Gómez        | Luis Alberto Alvez R           |         | Partido Justicialista   |           | Frente Garabiseño                                   |
| Santo Tomé          | Garruchos                | Héctor Rogelio Candia          |         | Frente de Todos         |           | Frente de Todos                                     |
| Santo Tomé          | Gobernador Virasoro      | Blanca Beatriz Pintos Sarazúa  |         | Frente de Todos         |           | Frente de Todos por Virasoro                        |
| Sauce               | Sauce                    | José Simón Monti R             |         | Partido Justicialista   |           | Frente Correntinos por el Cambio                    |